# Кінний спорт на літніх Олімпійських іграх 2004
Змагання з кінного спорту на літніх Олімпійських іграх 2004 в Афінах тривали з 16 до 27 серпня. В програмі було три види кінного спорту: виїздка, триборство і конкур. Кожен з них поділявся на індивідуальні та командні змагання, тобто загалом розіграно 6 комплектів нагород.
Змагання з виїздки та конкуру відбулися в Олімпійському кінно-спортивному центрі Маркопулона, а змагання з триборства - в розташованому неподалік Парку триборства.

## Таблиця медалей
| Місце               | Країна                | Золото | Срібло | Бронза | Загалом |
| ------------------- | --------------------- | ------ | ------ | ------ | ------- |
| 1                   | США (USA)             | 1      | 2      | 2      | 5       |
| 2                   | Німеччина (GER)       | 1      | 1      | 2      | 4       |
| 3                   | Велика Британія (GBR) | 1      | 1      | 1      | 3       |
| 4                   | Бразилія (BRA)        | 1      | 0      | 0      | 1       |
| 4                   | Нідерланди (NED)      | 1      | 0      | 0      | 1       |
| 4                   | Франція (FRA)         | 1      | 0      | 0      | 1       |
| 7                   | Іспанія (ESP)         | 0      | 1      | 1      | 2       |
| 8                   | Швеція (SWE)          | 0      | 1      | 0      | 1       |
| Загалом (8 збірних) | Загалом (8 збірних)   | 6      | 6      | 6      | 18      |

## Медалісти
| Дисципліни               | Золото | Срібло | Бронза |
| ------------------------ | --- | --- | --- |
| Індивідуальна виїздка    | Анкі ван Грунсвен на Salinero (NED) | Улла Зальцґебер на Rusty (GER) | Беатріс Феррер-Салат на Beauvalais (ESP) |
| Командна виїздка         | Німеччина (GER) Гайке Кеммер на Bonaparte Губертус Шмідт на Wansuela Suerte Мартін Шаудт на Weltall Улла Зальцґебер на Rusty                                                | Іспанія (ESP) Беатріс Феррер-Салат на Beauvalais Хуан Антоніо Хіменес на Guizo Ігнасіо Рамбла на Oleaje Рафаель Сото на Invasor                                               | США (USA) Ліза Вілкокс на Relevant 5 Ґюнтер Зейдель на Aragon Дебора Мак-Доналд на Brentina Роберт Довер на Kennedy                                        |
| Індивідуальне триборство | Леслі Лоу на Shear L'Eau (GBR) | Кімберлі Северсон на Winsome Andante (USA) | Піппа Фаннелл на Primmore's Pride (GBR) |
| Командне триборство      | Франція (FRA) Арно Буато на Expo du Moulin Седрік Льяр на Fine Merveille Дідьє Курреж на Débat D'Estruval Жан Телер на Espoir de la Mare Ніколя Тузен на Galan de Sauvegère | Велика Британія (GBR) Джанетт Брейквелл на Over To You Мері Кінг на King Solomon III Леслі Лоу на Shear L'Eau Піппа Фаннелл на Primmore's Pride Вільям Фокс-Пітт на Tamarillo | США (USA) Кімберлі Северсон на Winsome Andante Даррен Чіячія на Windfall II Джон Вільямс на Carrick Емі Трайон на Poggio II Джулі Річардс на Jacob Two Two |
| Індивідуальний конкур    | Родріго Пессоа на Baloubet du Rouet (BRA) | Кріс Капплер на Royal Kaliber (USA) | Марко Кучер на Montender 2 (GER) |
| Командний конкур         | США (USA) Пітер Вайлд на Fein Cera Маклейн Ворд на Sapphire Бізі Медден на Authentic Кріс Капплер на Royal Kaliber                                                          | Швеція (SWE) Рольф-Єран Бенґтссон на Mac Kinley Малін Бар'ярд-Юнссон на Butterfly Flip Петер Ерікссон на Cardento Педер Фредріксон на Magic Bengtsson                         | Німеччина (GER) Отто Бекер на Cento Марко Кучер на Montender 2 Крістіан Альманн на Cöster                                                                  |